# مون‌واکر
مون واکر (ماه‌پیما)، (به انگلیسی: Moonwalker) نام فیلمی است که توسط مایکل جکسون، هنرمند، ترانه‌سرا و سرگرمی‌ساز آمریکایی ساخته شده‌است و در سال ۱۹۸۸ پخش شد. این فیلم گلچینی از فیلم‌های کوتاه دربارهٔ سلطان پاپ است. در قسمت‌های جداگانهٔ فیلم، موزیک ویدئوهای مایکل جکسون پخش می‌شود. نام فیلم از تکنیک حرکتیِ رقصیِ مون‌واک گرفته شده‌است که یکی از حرکت‌های ثبت‌شده در رقص مایکل است. در این فیلم، قطعاتی از کودکان آفریقایی، مهاتما گاندی، مارتین لوتر کینگ (جونیور) و سایر چهره‌های تاریخی به تصویر کشیده شده‌است.
از این فیلم یک بازی ویدئویی با همین نام (مون واکر) نیز منتشر شده‌است.

## جزئیات فیلم

### مرد درون آینه
فیلم با گلچینی از اجرای‌های ترانهٔ مرد درون آینه از تور جهانی بد شروع می‌شود. در این قسمت، صحنه‌هایی از کودکان آفریقایی، مهاتما گاندی، مارتین لوتر، جان لنون و سایر چهره‌های تاریخی و سیاسی به تصویر کشیده می‌شود.

### تنهام بذار
مجرم زیرک یکی از تک‌آهنگ‌های مایکل جکسون است که برای دختری به نام انی ساخته شده‌است.